# Don Cragen
 (mai 2024).
Si vous disposez d'ouvrages ou d'articles de référence ou si vous connaissez des sites web de qualité traitant du thème abordé ici, merci de compléter l'article en donnant les références utiles à sa vérifiabilité et en les liant à la section « Notes et références ».
Donald "Don" Cragen est un personnage de fiction apparaissant dans la série télévisée New York, police judiciaire puis New York, unité spéciale, interprété par l'acteur Dann Florek et doublé en version française par Jean-Louis Maury pendant les deux premières saisons, et enfin par Serge Feuillard jusqu'au départ du personnage.

## Biographie
Après avoir combattu au Viêt Nam, il commence sa carrière de détective en 1960 avec Max Greevey comme équipier (joué par George Dzundza). Il devient plus tard capitaine de police. Alcoolique notoire au début de sa carrière dans la police, après un épisode assez violent où il se sert de son arme de service contre un chauffeur de taxi alors qu'il était ivre et enragé, il devient sobre.
Depuis ce jour, il n'a pas touché une seule goutte d'alcool, jusqu'à ce que la mort de sa femme Marge, une hôtesse de l'air, survenue en 1989 à la suite d'un crash aérien, le fasse à nouveau sombrer dans l'alcoolisme.
En 1991, il est soupçonné de corruption par les affaires internes. En essayant de prouver son innocence, il découvre que son ancien capitaine et mentor l'a dénoncé. Depuis cette histoire, il maintient des liens très amers avec la bureaucratie de la police. Cette même année, son ancien coéquipier et ami Greevey est tué.
En 1993, transféré du département « Homicide » et remplacé par Anita Van Buren, il prend la tête de la Task Force, une unité luttant contre la corruption.
En 1998, il tente de faire chuter un chef de la mafia du nom de Don Giancarlo Uzielli, responsable du meurtre de 15 personnes. Au cours de son enquête, il découvre sur les comptes de ce mafieux qu'un salaire est versé à un policier du 27e district et que son ancien détective du département « Homicide », Mike Logan, interfère dans son enquête en enquêtant de son côté sur une affaire de meurtre. Il sollicite son aide et réussit à connaître l'identité du policier corrompu : il s'agit de son ancien ami et détective Tony Profaci.
L'année suivante, il est à nouveau transféré de la Task Force et se retrouve à l'unité spéciale pour les victimes, une unité où les policiers enquêtent sur des crimes sexuels. Ce transfert lui permet d'affronter la mort de sa femme Marge.
Vu d'abord comme un chef sévère par ses nouveaux collègues, il est néanmoins compréhensif et joue un rôle de père envers les inspecteurs qu'il supervise. Il a conservé des liens très forts avec Mike Logan et Lennie Briscoe, ses anciens détectives de « Homicide » devenus policiers dans la série New York, police judiciaire.
Dans l'épisode "Le crime était trop parfait", il retrouve une vieille connaissance : Javier Vega, professeur à l'université d'Hudson et père d'une fille prénommée Gabrielle. Il a arrêté ce dernier en 1976 pour avoir assassiné une femme nommée Joanna Lewis en l'étranglant de la main gauche. Après avoir fait de la prison, Vega affirme avoir changé, mais il refuse de le croire. Arrêté pour le meurtre de Rebecca Wheeler, il est finalement innocenté, à la suite d'une erreur, car le vrai coupable n'est autre que Kyle Luhrmann.
À la fin de l'épisode V.I.P. (saison 13, épisode 23), il découvre sa main tachée de sang, et le corps sans vie de Carissa Gibson, témoin d'une enquête sur le meurtre de Maggie Murphy, une adolescente tuée d'empoisonnement lors d'un enterrement de vie de garçon, sur son lit. Puis dans les deux parties de l'épisode Une réputation à défendre (saison 14, épisodes 1 & 2), le capitaine est soupçonné de meurtre avec préméditation, arrêté par la police des affaires internes et placé en isolement. Au cours de l'enquête, ses subordonnés découvrent que c'est Bart Ganzel qui a assassiné Carissa, grâce à son ancien avocat qui lui a extorqué des aveux, lors d'une conversation enregistrée sur son téléphone. Délia Wilson, la proxénète, a orchestré les meurtres de Maggy, Anya et Iris. Olivia découvre, de son côté, que c'est Paula Foster, la substitut de la brigade des affaires internes, qui a manigancé l'arrestation du capitaine, dans le but de protéger Délia, qui lui versait de l'argent en secret par le biais d'une association, afin de pouvoir soigner sa fille Sarah, malade. Délia est arrêtée pour rackets et meurtres, tout comme le procureur général de l'État de New York pour recours aux prostituées, complicité de proxénétisme et corruption. Trois procureurs, dont Paula Foster, sept officiers de la brigade des mœurs, deux sénateurs ainsi que deux adjoints au maire ont également été interpellés. Le capitaine est finalement blanchi.
C'est dans l'épisode 11 de la saison 15 qu'il décide de partir en retraite, laissant le commandement de l'unité à Olivia.
Il réapparait dans plusieurs épisodes de New York, crime organisé et pour le 500e épisode de New York, unité spéciale.